# Szalai Attila (labdarúgó, 1965)
Szalai Attila (Zebegény, 1965. július 9. –) válogatott magyar labdarúgó, hátvéd. Fia, ifjabb Szalai Attila szintén válogatott labdarúgó.

## Pályafutása

### Klubcsapatban
Szalai Attila a Vác FC, az MTK Budapest FC és a Csepel játékosa volt az 1980-as és az 1990-es években, az MTK és a Vác bajnokcsapatában is futballozott (az 1986–1987-es, illetve az 1993–1994-es szezonban). 1987-ben kétszer szerepelt a válogatottban.

Szalai Attila a Détári Lajos cimbalomszögből szerzett szabadrúgásgóljáról emlékezetes 1987-es, lengyelek elleni meccsen, majd az NDK elleni barátságos találkozón játszott címeres mezben.

### A válogatottban
1987-ben két alkalommal szerepelt a válogatottban. Négyszeres olimpiai válogatott (1987), kétszeres egyéb válogatott (1987).

## Sikerei, díjai
- Magyar bajnokság
  - bajnok: 1986–87, 1993–94
  - 2.: 1989–90, 1991–92, 1992–93
  - 3.: 1988–89
- Magyar kupa
  - döntős: 1991, 1992

## Statisztika

### Mérkőzései a válogatottban
| Magyarország | Magyarország     | Magyarország           | Magyarország | Magyarország | Magyarország  | Magyarország | Magyarország | Magyarország |
| #            | Dátum            | Helyszín               | Hazai        | Eredmény     | Vendég        | Kiírás       | Gólok        | Esemény      |
| ------------ | ---------------- | ---------------------- | ------------ | ------------ | ------------- | ------------ | ------------ | ------------ |
| 1.           | 1987. május 17.  | Budapest, Népstadion   | Magyarország | 5 – 3        | Lengyelország | Eb-selejtező | -            |              |
| 2.           | 1987. július 28. | Lipcse, Zentralstadion | NDK          | 0 – 0        | Magyarország  | barátságos   | -            |              |
|              | Összesen         |                        |              | 2            | mérkőzés      |              | 0            | gól          |